# Leopoldiwein
Leopoldiwein war eine österreichische Bezeichnung für einen Wein, dessen Trauben am 15. November, dem Gedenktag des Heiligen Leopold, gelesen wurden. Üblicherweise handelt es sich um Beerenauslese oder Trockenbeerenauslesen.